# Бедмар, Алонсо де ла Куэва
Алонсо де ла Куэва-и-Бенавидес, маркиз де Бедмар (исп. Alonso II de la Cueva y Benavides, marqués de Bedmar; 25 июля 1574, Бедмар-и-Гарсиэс, королевство Кастилия и Леон — 10 августа 1655, Рим, Папская область) — испанский дипломат и кардинал, 1-й маркиз Бедмар, с чьим именем связан т. н. Венецианский заговор.

## Биография
Представитель рода де ла Куэва, во главе которого стоял герцог де Альбуркерке. Его отец был губернатором Галисии и Канарских островов.

### Заговор против Венеции
В 1607 году Бедмар был послан королём Испании Филиппом III занять место испанского посла в Венеции. Должность эта представляла тогда первостепенную важность вследствие особого политического положения Испании — начала сношений с Францией, Швейцарией и Нидерландами с целью восстановления равновесия в Европе.
Чтобы предупредить это, Бедмар якобы задумал обширный заговор. С этой целью он вошел в соглашение с герцогом Осуна, правителем Неаполя, и доном Педро де Толедо, наместником Милана, а также поручил французскому авантюристу Рено собрать наемную банду и назначил день Вознесения (в 1618 году) для одновременного нападения на Венецию.
Но один из заговорщиков предупредил Совет десяти, главные зачинщики были тотчас же схвачены и казнены, а Бедмар, как лицо неприкосновенное, выслан из Венеции. Ряд историков считает весь заговор сфабрикованным венецианским правительством.

## Последующие годы
Король перевёл Бедмара в Испанские Нидерланды в должности первого министра. В 1622 г. он получил от папы римского кардинальскую шапку, уступив титул маркиза своему младшему брату. Последующие годы проживал в Риме, фактически как агент испанского правительства при папском дворе. Занимал епископскую кафедру Малаги.